# Fronteira Áustria–Hungria
A fronteira entre a Áustria a Hungria é a a fronteira internacional que separa os dois países membros da União Europeia e integrados no espaço Schengen. Tem um comprimento total de 321 quilômetros. Transcorre no sentido norte-sul, separando o sudeste da Áustria (estado de Burgenland) do oeste da Hungria (condados de Győr-Moson-Sopron e Vaas). No norte se inicia na fronteira tripla Áustria-Hungria-Eslováquia, passa nas proximidades de Bratislava (Eslováquia) e Graz (Áustria), e vai à tríplice fronteira dos dois países com a Eslovênia.

## História
Essa fronteira foi estabelecida no final da Primeira Guerra Mundial (1918) quando o Império Austro-Húngaro foi dissolvido e tanto a Áustria quanto a Hungria tornaram-se Estados independentes. Da mesma forma, no estado austríaco de Burgenland houve confrontos entre gendarmes húngaros e residentes alemães e croatas, que criaram em Mattersburg o Conselho Popular dos Alemães da Hungria Ocidental (Deutsche Volksrat für Westungarn). Isto e o facto de os húngaros serem uma escassa minoria facilitaram para os tratados de Saint-Germain (1919) e Trianon (1920) estabelecerem a sua adesão na Áustria. No entanto, um grupo de voluntários armados húngaros estabeleceu em Burgenland o estado efêmero de Lajtabánság entre agosto e novembro de 1921, que foi desarmado após mediação italiana. Da mesma forma, a cidade de Sopron decidiu em um plebiscito tornar-se parte da Hungria.
Após a ocupação da Áustria pelo Terceiro Reich (1938), foi estabelecida a fronteira entre a Alemanha e a Hungria. Em 1955, após a ocupação aliada e a restauração da independência da Áustria, a fronteira foi restaurada em um traçado quase idêntico ao de antes de 1938. A única diferença foi a redução do triângulo fronteiriço nas proximidades da atual Eslováquia após sua incorporação na Checoslováquia em 1947, antes de chegar a Petržalka.[carece de fontes?]